# Zincourt
Zincourt là một xã ở tỉnh Vosges, vùng Grand Est, Pháp. Xã này có diện tích 4,47 km² dân số năm 1999 là 77 người. Xã này nằm ở khu vực có độ cao từ 305–393 m trên mực nước biển.
Người dân địa phương danh xưng tiếng Pháp là Zincurtiens.

## Hành chính
| Danh sách các xã trưởng                |               |                               |      |          |
| Giai đoạn                              | Giai đoạn     | Tên                           | Đảng | Tư cách  |
| Tất cả các dữ liệu trước đây không rõ. |               |                               |      |          |
| 1664                                   | 1669          | Claudon Collardel (1610-1695) |      |          |
| 1965                                   | tháng 6, 1995 | André Crouvisier (1926-2015)  |      | Nông dân |
| tháng 3, 2001                          | tháng 5, 2020 | Michel Ferry                  |      |          |
| tháng 5, 2020                          | đương nhiệm   | Gilles Crouvisier             |      |          |

## Biến động dân số
| 1962                                         | 1968 | 1975 | 1982 | 1990 | 1999 | 2012 | 2021 |
| -------------------------------------------- | ---- | ---- | ---- | ---- | ---- | ---- | ---- |
| 74                                           | 76   | 71   | 92   | 90   | 77   | 88   | 76   |
| Số liệu từ năm 1962: Dân số không tính trùng |      |      |      |      |      |      |      |